# Alte Festung, Dar es Salaam

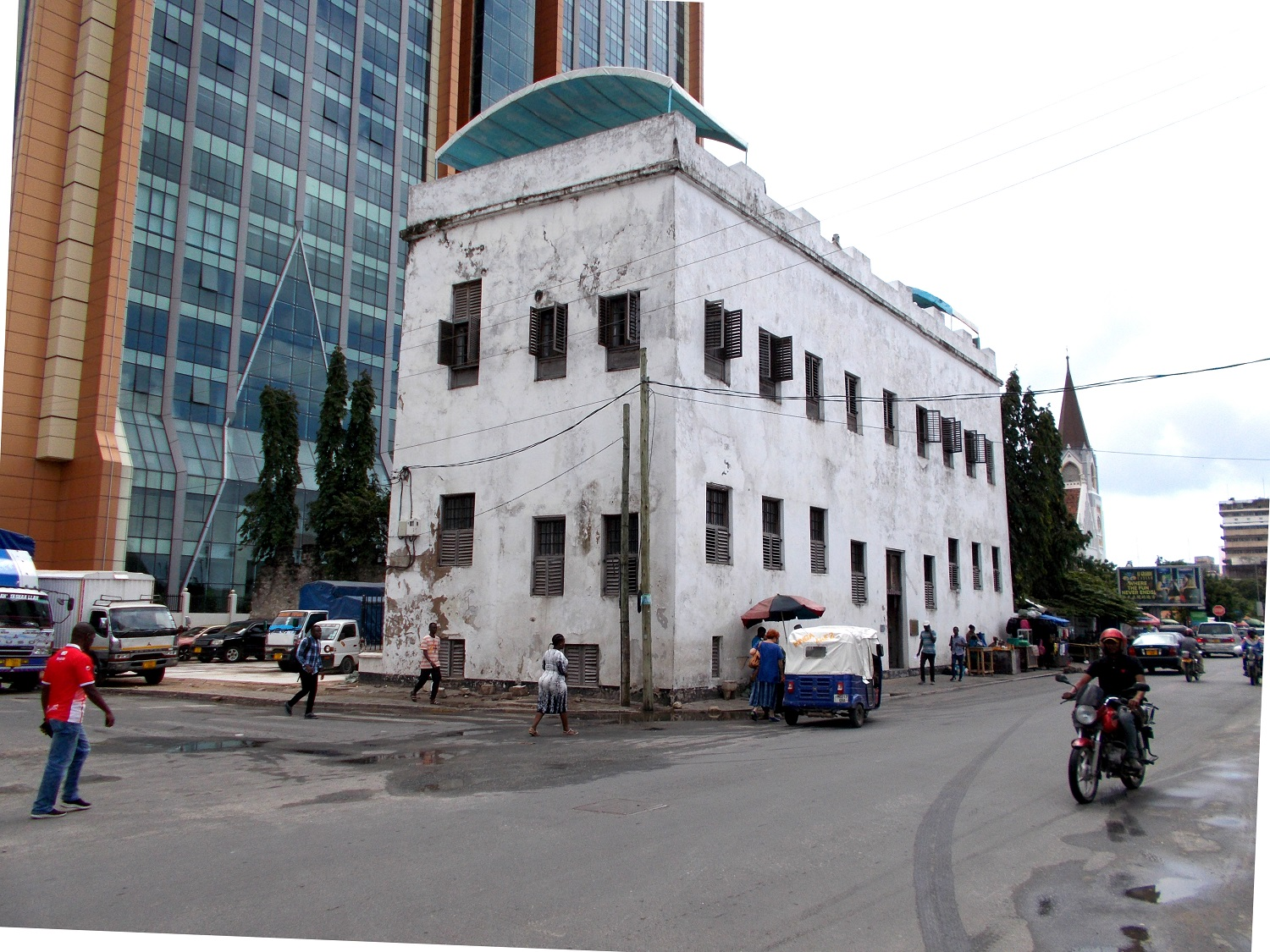

Die Alte Festung (eng. Old Boma) ist ein historisches Gebäude in der Stadt Dar es Salaam, Tanzania. Zusammen mit dem Atiman Haus/Haus der Weißen Väter ist es eins der noch bestehenden Gebäude aus der Zeit vor dem deutschen Kolonialismus.

## Gästehaus vor der Kolonialzeit
Das Gebäude wurde im Jahr 1866 erbaut, zur Zeit Sultan Sayyid Majid bin Saids, der aus Zanzibar auf das Festland gekommen war und das neue Gebäude Dar Es Salaam "Haus des Friedens" nannte. Das Haus des Sultans wurde zusammen mit anderen Gebäuden errichtet und diente als Gästehaus.
Wie es beim Hausbau der wohlhabenden Swahili üblich war, wurden die Wände aus Korallensteinen errichtet. Für die Decke der Wohnung wurde der Zwischenraum zwischen den Wänden mit Mangrovenstämmen und Brettern geschlossen, die nicht von Insekten gefressen werden. Die Länge der gefundenen Mangroven bestimmt demnach die Breite der Räume, die bei etwa einem Meter liegt.

## Bauliche Erweiterungen während der Schlacht von Abushiri
Nach dem Tod von Sayyid Majid übernahm Sayyid Baghash seine Nachfolge, welcher das Projekt der neuen Residenz nicht weiterführen wollte, weswegen das Gebäude ungenutzt blieb.
Im Jahr 1888 beschloss der neue Sultan Sayyid Khalifa, die Herrschaft über die Küste Tanzanias an die Deutsche Ostafrika Gesellschaft zu verpachten. Die Gesellschaft kaufte mehrere Gebäude des Sultans in Dar es Salaam inklusive des alten Bomas und nutzte es als Büros und Residenzen für die deutschen Offiziere.
Im folgenden Jahr wehrten sich die Bewohnenden der Küste gegen die Versuche der Gesellschaft, die Verwaltungsmacht an sich zu reißen. In der Schlacht von Abushiri wurden ab September 1888 an vielen Orten deutsche Stellungen angegriffen. Nach Eingang dieser Nachricht in Dar es Salaam wurde das Gebäude durch eine Mauer mit einem Nachbargebäude verbunden und so zu einer Festung verstärkt. Ab Dezember 1888 kam es zu Angriffen auf Daressalam. In der Boma konnten sich die Deutschen mit Hilfe von Matrosen des U-Bootes SMS Möwe bis zum Eintreffen der kolonialen Schutztruppe im Mai 1889 verteidigen.

## Nutzung als Büro während der Kolonialzeit
Die Herrschaft der Deutschen Ostafrikagesellschaft brach in der Schlacht von Abushiri zusammen. Nun griff die Berliner Regierung ein und übernahm die direkte Kontrolle über das Land. Das Hauptquartier wurde von Bagamoyo, wo es keinen Hafen gab, mit einem großen Schiff nach Daressalam verlegt, das über einen guten Hafen verfügte. Die Boma wurde weiterhin als Zollstation und später als Gefängnis für bis zu 200 afrikanische Gefangene genutzt.
Während des Ersten Weltkriegs wurde Dar es Salaam 1916 von britischen Truppen besetzt. Unter dem Namen Tanganyika blieb das Gebiet unter britischer Herrschaft mit Dar es Salaam als Hauptstadt. Die alte Boma war bis zur Unabhängigkeit am 9. Dezember 1961 eine Polizeistation.

## Tanzanias nationales Erbe

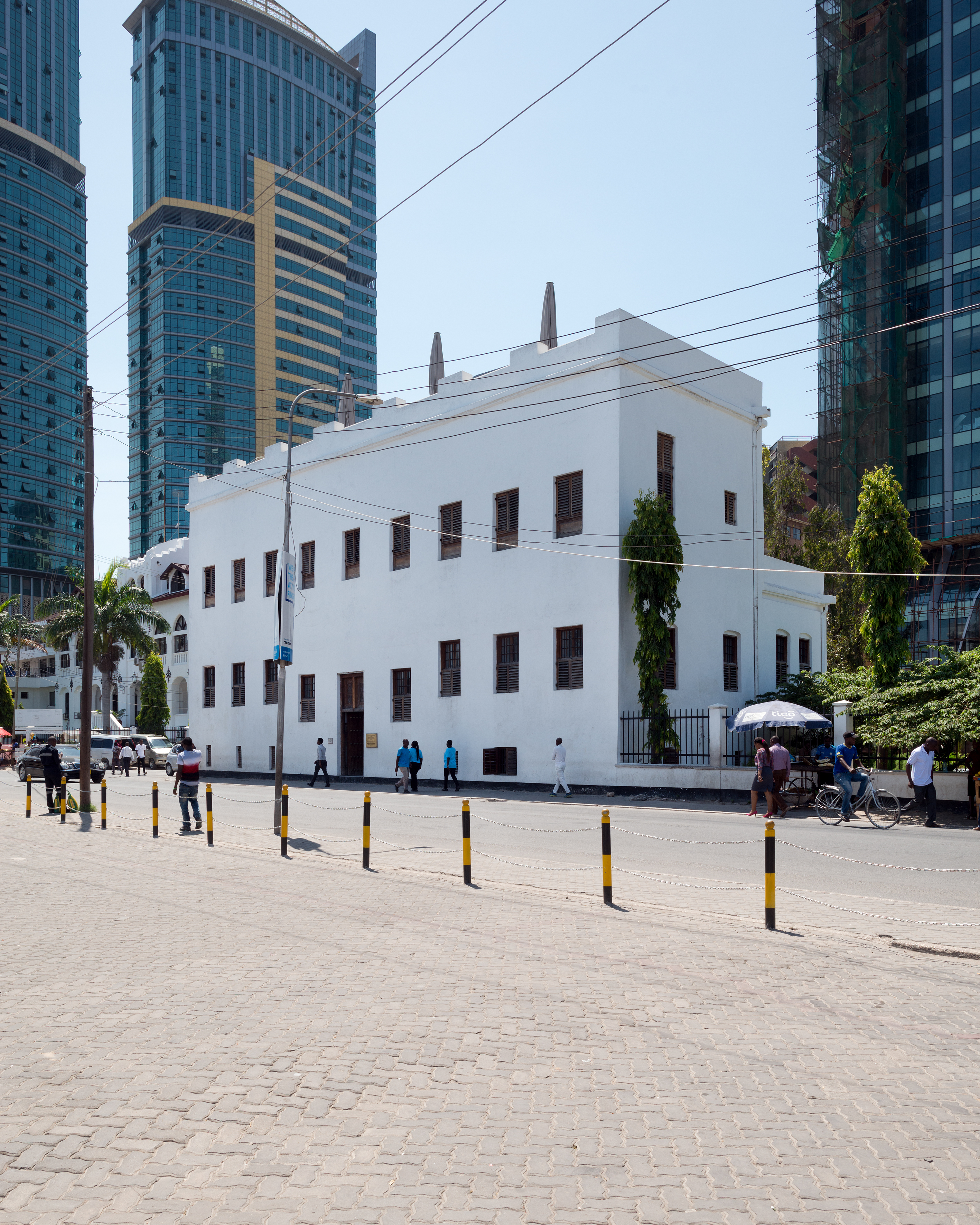
Old Boma nach der Sanierung im Jahr 2018

Nach der Unabhängigkeit zog die Polizei in ein neues Gebäude um. Die alte Boma wurde für unterschiedliche Regierungsbüros benutzt. 1980 gab es Pläne, das Gebäude abzureißen, aber viele Einwohner verteidigten das historische Gebäude. Im Jahr 1995 wurde es unter Denkmalschutz gestellt.
2014 einigte sich das Dar es Salaam Centre for Architectural Heritage (DARCH) mit dem Stadtrat von Dar es Salaam über die Pläne zur Renovierung und Nutzung der Old Boma. Seit 2017 ist Boma la Kale ein Kulturzentrum mit Programmen und Ausstellungen zur Geschichte und zum Erbe Dar es Salaams, der Umwelt, Wirtschaft und sozialem Zusammenhalt.